# Japan Media Arts Festival
Het Japan Media Arts Festival (文化庁メディア芸術祭, Bunkacho media geijutsusai) is een jaarlijks festival dat sinds 1997 wordt georganiseerd door het Japanse Agentschap voor Culturele Zaken. Het festival opent met een wedstrijd. Daarna worden er verscheidene prijzen uitgedeeld. Ook wordt er elk jaar een tentoonstelling gehouden.
Een jury bestaande uit artistieke veteranen deelt prijzen uit in vier categorieën: Kunst (vroeger onder de naam Niet-Interactieve Digitale Kunst), Entertainment (vroeger onder de naam Interactieve Kunst; computerspellen en websites vallen onder deze categorie), Animatie (zowel Japanse als buitenlandse werken) en Manga. Binnen elke categorie wordt een hoofdprijs, een excellentieprijs en (sinds 2002) en aanmoedigingsprijs uitgedeeld.
Enkele voorbeelden van projecten die in het verleden in de prijzen vielen op dit festival zijn Final Fantasy VII (1997), The Legend of Zelda: Ocarina of Time (1998), Ingress (2014), Spirited Away (2001), Your Name (2016), Azumi (1997) en Gunslinger Girl (2012).